# Župnija Lenart v Slovenskih goricah
Župnija Lenart v Slovenskih goricah je rimskokatoliška teritorialna župnija, dekanije Lenart v Slovenskih goricah, Ptujsko-Slovenjegoriškega naddekanata, ki je del nadškofije Maribor.

## Sakralni objekti
- Cerkev sv. Lenarta, Lenart (župnijska cerkev)
- Cerkev sv. Marije Radehova